# Tandra Quinn
Tandra Quinn, nata Jeanette Quinn (Los Angeles, 27 marzo 1931 – Panama City Beach, 21 settembre 2016), è stata un'attrice statunitense.

## Filmografia parziale

### Cinema
- Grand hotel Astoria (Week-End at the Waldorf), regia di Robert Z. Leonard (1945) - non accreditata
- Girls in the Night, regia di Jack Arnold (1953) - non accreditata
- Problem Girls, regia di E. A. Dupont (1953)
- Mesa of Lost Women, regia di Ron Ormond e Herbert Tevos (1953)
- The Neanderthal Man, regia di Ewald André Dupont (1953)